# چراغ‌ماهی
چراغ‌ماهی (نام علمی: Dinoperca petersi) نام یک گونه از راسته سوف‌ماهی‌سانان است.